# Lichtensteinia obscura
Lichtensteinia obscura är en flockblommig växtart som först beskrevs av Spreng., och fick sitt nu gällande namn av Koso-pol. Lichtensteinia obscura ingår i släktet Lichtensteinia och familjen flockblommiga växter. Inga underarter finns listade i Catalogue of Life.